# Pink Floyd Revisited
Pink Floyd Revisited is een live muziekalbum van de Britse muziekgroep Mostly Autumn. Het kan vreemd gaan in de popwereld. Naar aanleiding van de eerste twee muziekalbums kregen ze het verwijt wel erg de oren te laten hangen naar Pink Floyd. Na een aantal albums verstomde dat geluid langzamerhand. De leden hoorden echter van Richard Wright op de BBC een positief geluid over hun band en speelden daarop op last van platenmaatschappij Classic Rock Productions eenmalig een concert met Pink Floyd-covers. Dat blijkt, gezien de opnamen die beschikbaar zijn, een (te) zware kluif. Men speelt Floyd redelijk na, maar het kost hoorbaar moeite. Josh en Findlay zingen af en toe onzuiver en ook de gitaren zijn niet altijd even zuiver. Dat is wellicht de reden dat het album en de bijbehorende VHS-video uit de markt zijn gehaald. Ze waren maar kort beschikbaar. In 2005 volgt nog een Dvd-uitgave, die ook niet meer verkrijgbaar is (daarop ook de "V-shows"). Het concert vond plaats in de Civic Hall, Stratford upon Avon.
Ondanks de wat tegenvallende prestaties krijgt het album een cultstatus. Na dit studioalbum groeit de populariteit van de band verder en nieuwe fans proberen het album te kopen. De prijs op de internetwinkel Amazon.co.uk is in maart 2009 112 Britse ponden, de Duitse variant verlangt 143 euro. De Dvd moet dan 95 euro opleveren.

## Musici
- Bryan Josh – zang, gitaar
- Heather Findlay – zang, bodhrán, gitaar
- Iain Jennings – keyboards, zang
- Angela Goldthorpe – dwarsfluit, blokfluit, keyboards, zang
- Liam Davison – gitaar, zang
- Andy Smith – basgitaar
- Andrew Jennings – slagwerk (eerste album)

## Composities
1. Pigs on the wing (Roger Waters)
2. Echoes (Waters, David Gilmour, Wright)
3. Fat old sun (Gilmour)
4. Another brick in the wall (Waters)
5. Sheep (Waters)
6. Julia dream (Waters)
7. Hey you (Waters)
8. Comfortably numb (Waters, Gilmour)
9. Run like hell (Gilmour, Waters)
10. Pigs on the wing II (Waters)